# شهرستان سومی
شهرستان سومی (به لاتین: Sumy Raion) یک شهرستان در اوکراین است که در استان سومی واقع شده‌است. شهرستان سومی ۱٬۸۰۰ کیلومتر مربع مساحت و ۶۲٬۴۶۱ نفر جمعیت دارد.